# José Jiménez Aranda
José Jiménez Aranda (Sevilla, 7 de febrero de 1837-Sevilla, 6 de mayo de 1903) fue un pintor español, hermano de los también pintores Luis Jiménez Aranda y Manuel Jiménez Aranda.

## Biografía y obra

### Orígenes e influencias iniciales
Fue iniciado en sus primeros pasos en la pintura por Manuel Cabral y Eduardo Cano de la Peña.
Dotado para el dibujo, ingresó en 1851 en la Real Academia de Bellas Artes de Santa Isabel de Hungría de Sevilla. En 1868 estudió en Madrid la obra reunida en el Museo del Prado, especialmente la de Goya y Velázquez. En 1867 viajó a Jerez de la Frontera para trabajar como restaurador y diseñador de vidrieras. En 1871 se trasladó a Roma, donde permanecería cuatro años y conocería a Mariano Fortuny, que influyó notablemente en su obra pictórica.

### Viajes
En 1881 se instaló en París, donde tuvo estudio durante nueve años y pintó obras ambientadas en el siglo XVIII, siguiendo el estilo de Fortuny con un notable éxito. En 1890 se trasladó a Madrid, donde pintó escenas de la vida cotidiana de corte más costumbrista.

### Retorno a su ciudad natal
La muerte de su mujer e hija en 1892 hace que se instale definitivamente en su ciudad natal, donde es nombrado miembro de la Academia de Bellas Artes y se convierte en profesor de su escuela en 1897, empleo que conservó hasta su muerte. Daniel Vázquez Díaz, Eugenio Hermoso, Ricardo López Cabrera, Manuel González Santos y Sanz Arizmendi fueron discípulos suyos de esta época en Sevilla.
En la última década del siglo XIX frecuentó el círculo paisajístico de Alcalá de Guadaíra, y dejó en este campo algunos ejemplos de "gran maestro en pintura" (como lo llamó Sorolla). Notable dibujante e ilustrador, destacan los 689 dibujos que realizó para la edición del centenario del "Quijote".

### Algunas obras
Los Bibliófilos (Colección Pedrera Martínez), Una desgracia, Una esclava en venta (Museo de Málaga) y Un lance en la plaza de toros (Museo Carmen Thyssen Málaga).

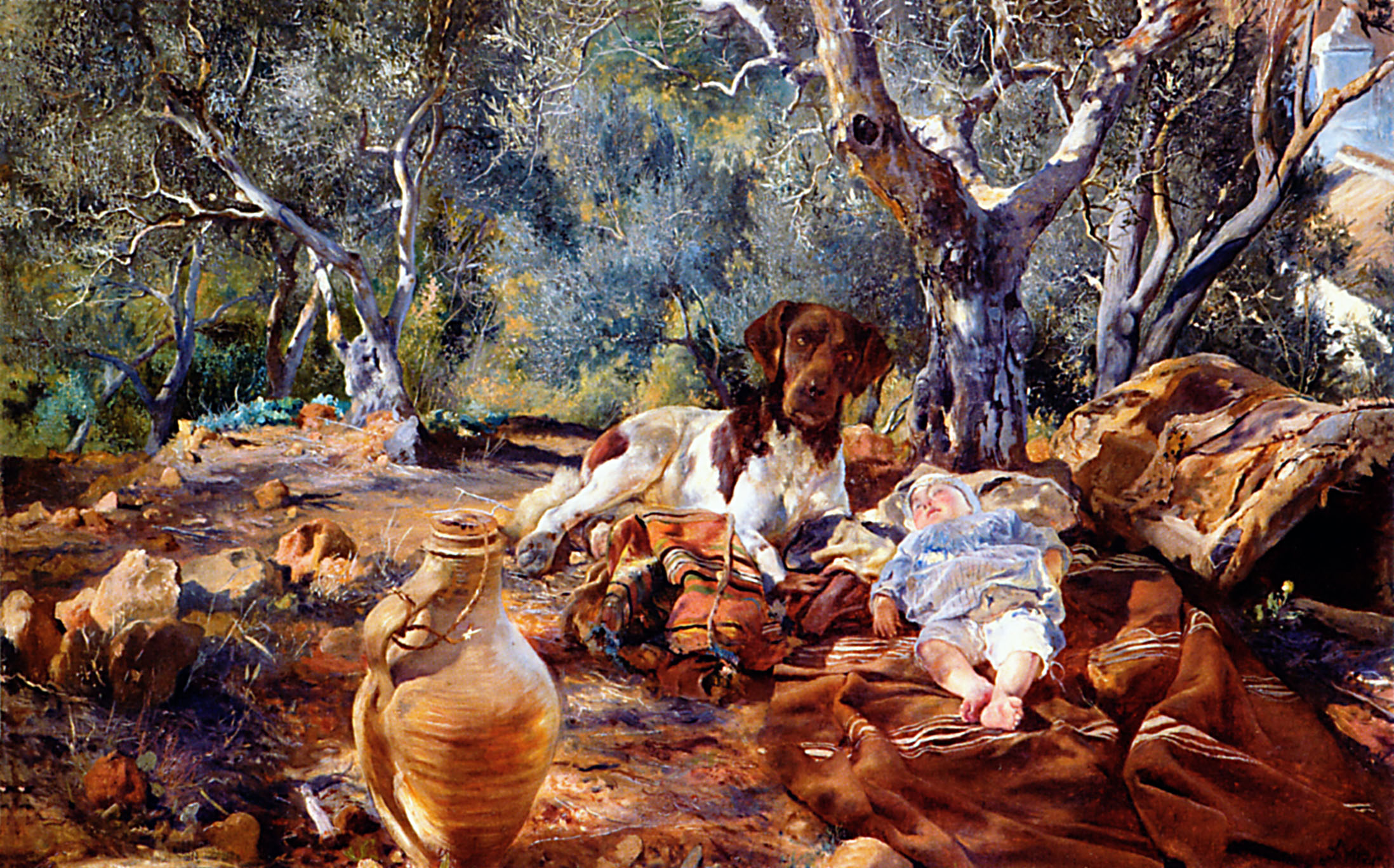
El hato (1886).
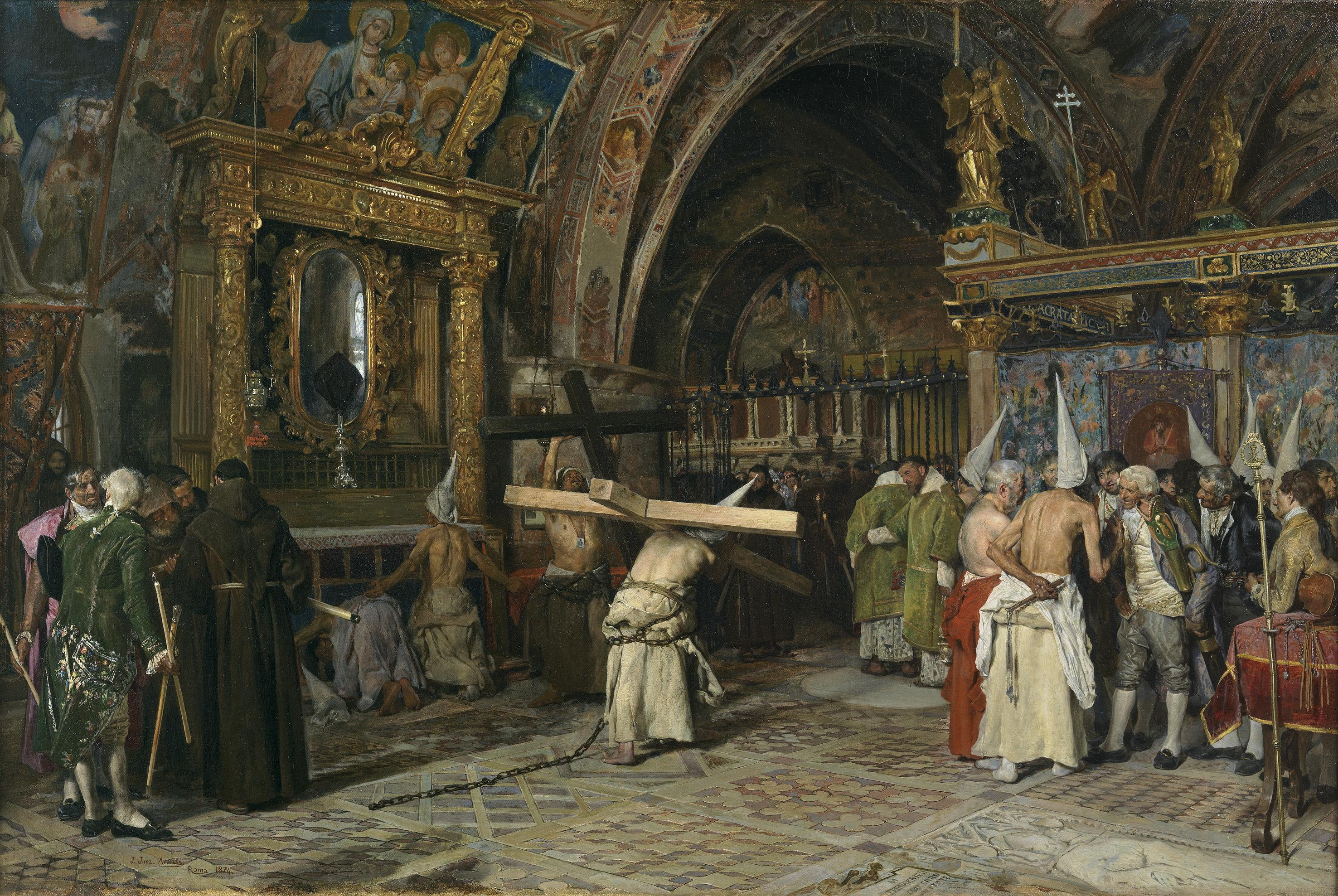
Penitentes en la Basílica Inferior de Asís (1874).
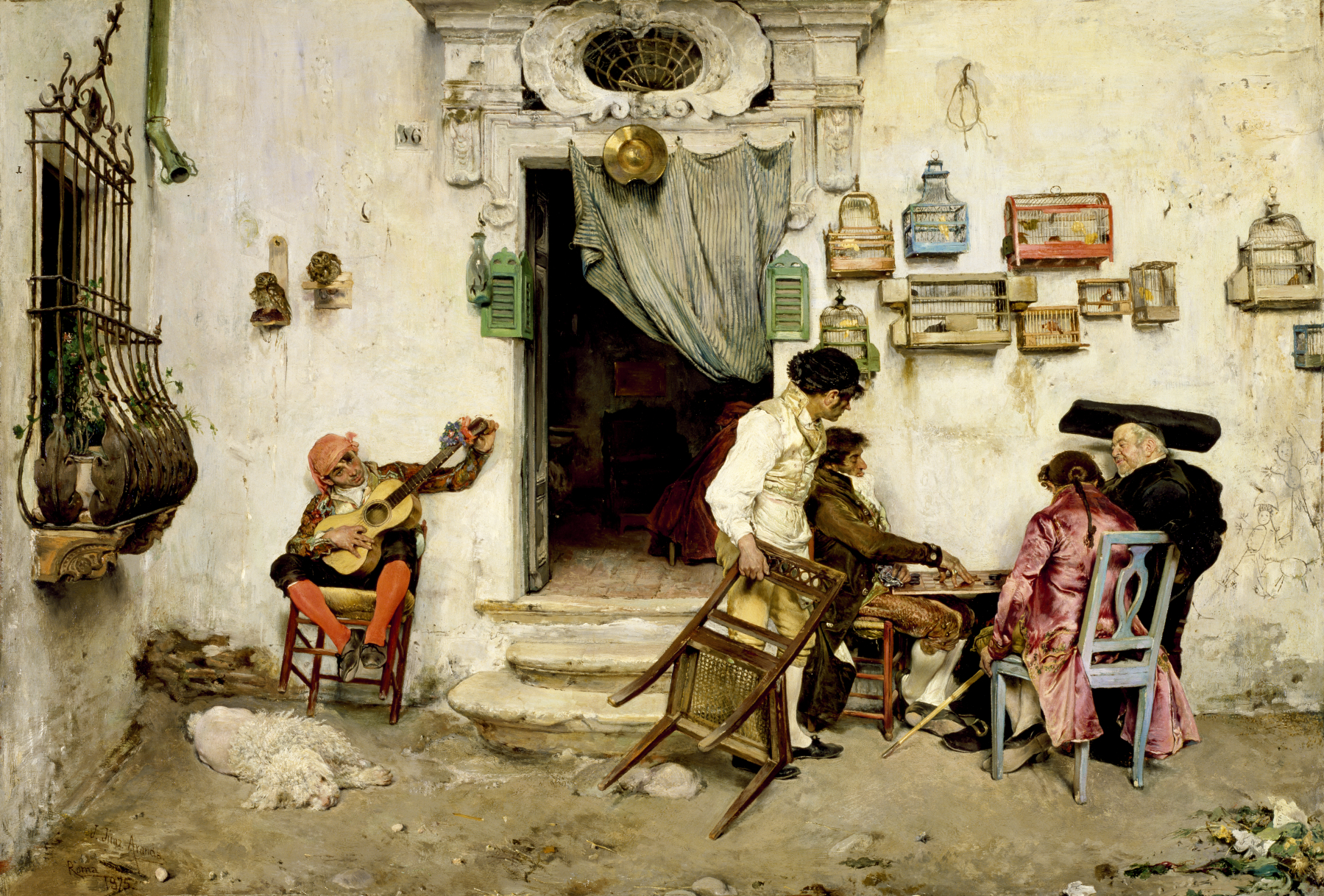
La tienda de Figaro (1875).
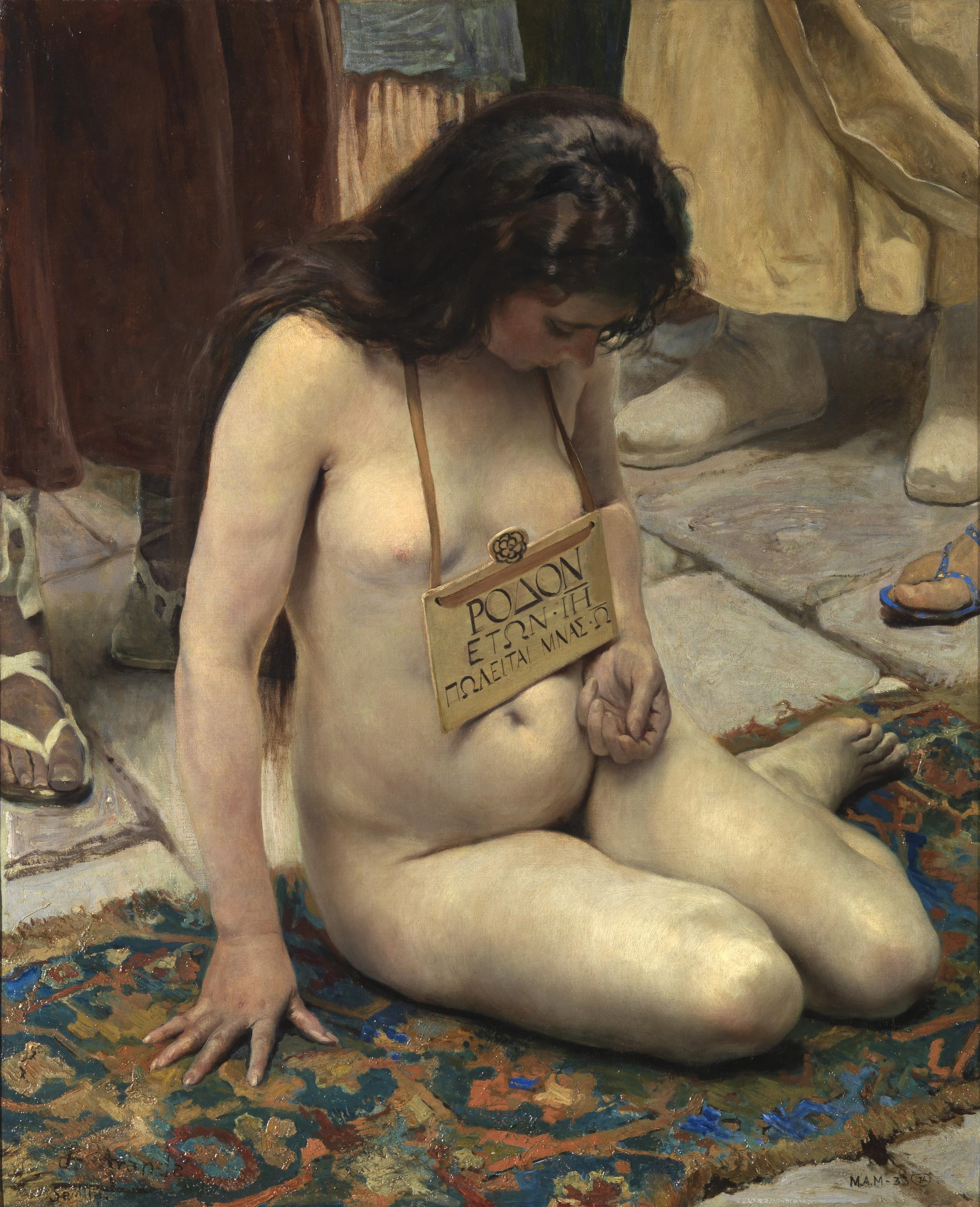
Una esclava en venta (1897).
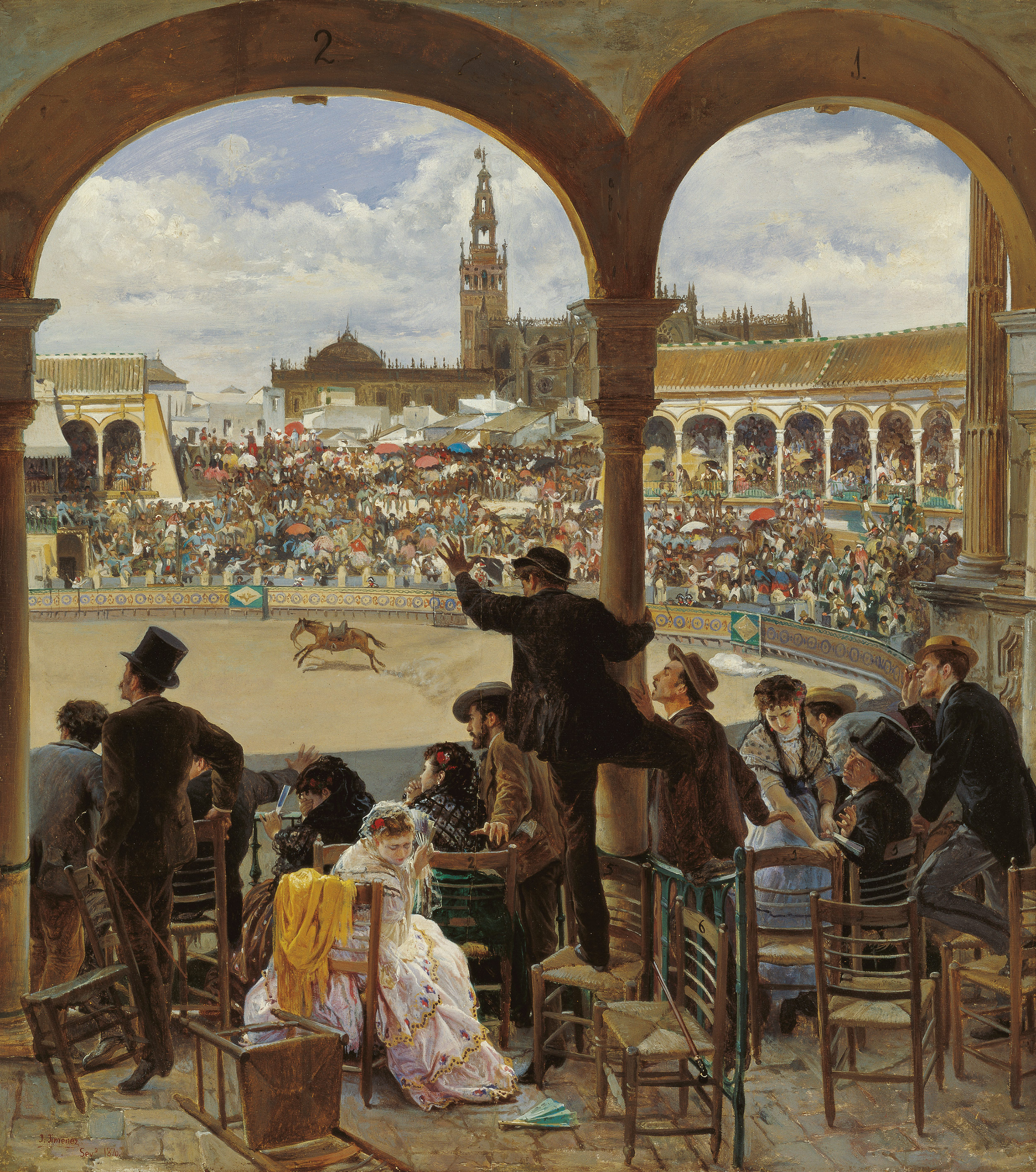
Un lance en la plaza de toros (1870).
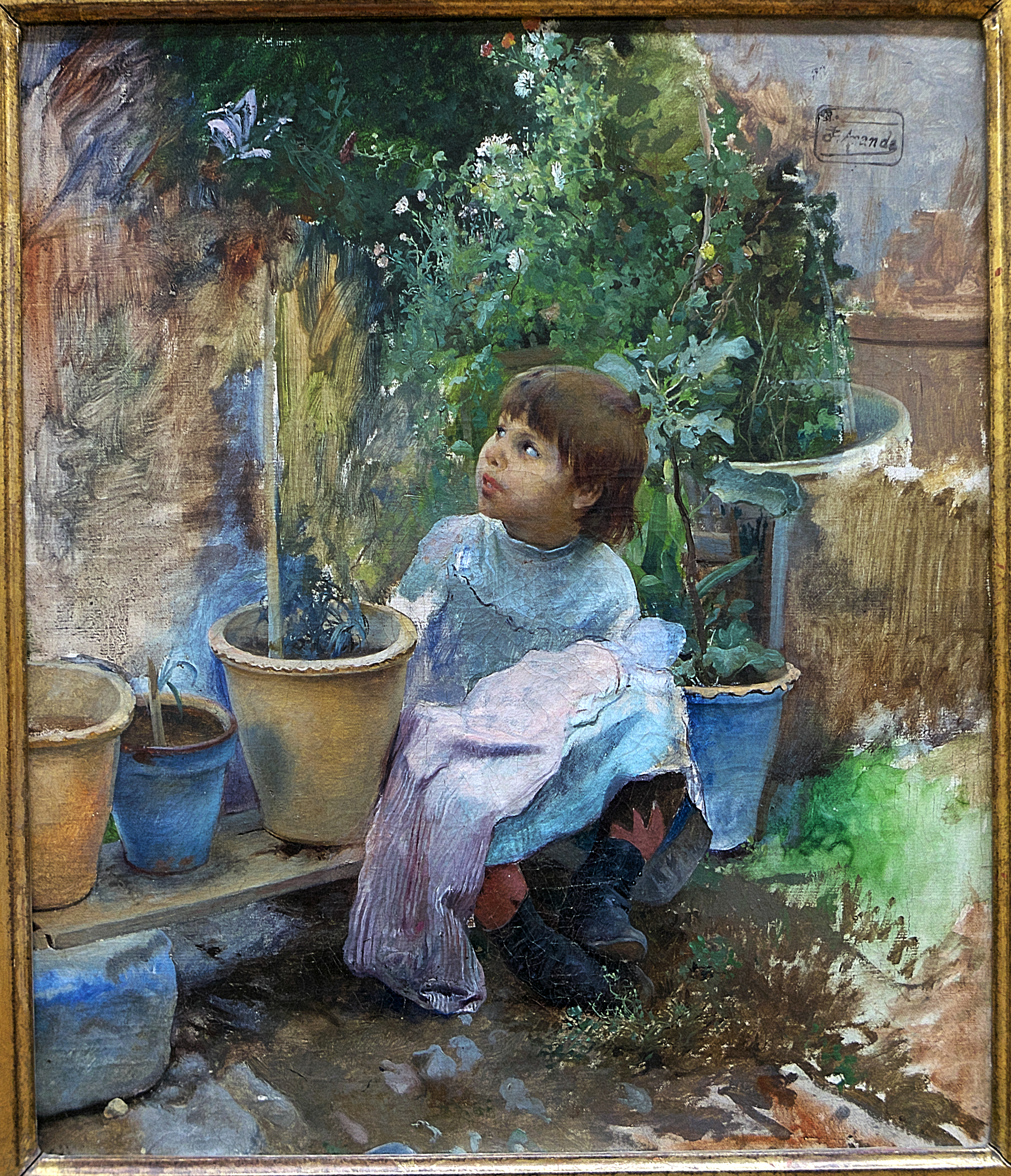
La mariposa, niña entre macetas. Museo de Bellas Artes de Asturias.

## Distinciones o reconocimientos
Remitió sus obras a las exposiciones nacionales e internacionales de Bellas Artes, obteniendo:
- Mención honorífica en las Nacionales de Bellas Artes de 1864 y 1866, así como dos terceras medallas en las ediciones de 1871 y 1878, respectivamente una medalla por edición, por sus pinturas Un lance en la plaza de toros y El guardacantón.
- En 1890, Primera Medalla de la Exposición Nacional de Bellas Artes por su obra Una desgracia.
- En la Exposición Internacional de Múnich de 1883, donde fue galardonado con medalla de honor.
- Comendador de la Orden de Isabel la Católica.